# Aurelia Frick
Aurelia Frick (San Gallo, 19 settembre 1975) è una politica e avvocata liechtensteinese, ex-ministra degli affari esteri, della giustizia e della cultura del Liechtenstein, dal 2009 al 2013 e nuovamente dal 2017 al 2019, e degli affari esteri, dell'istruzione e della cultura, dal 2013 al 2017.

## Biografia

### Istruzione e carriera
Aurelia Frick è nata il 19 settembre 1975 all'ospedale di San Gallo, in Svizzera, ed è cresciuta a Schaan, in Liechtenstein, figlia dell'uomo d'affari Anton Frick. Dopo il conseguimento del diploma al liceo di Vaduz ha studiato giurisprudenza all'Università di Friburgo, laureandosi nel 1999.
Nel 2004 ha sostenuto e superato l'esame per accedere alla professione di avvocato nel Canton Zurigo e un anno dopo, nel 2005, ha conseguito un dottorato di ricerca presso l'Università di Basilea.
Tra il 2001 e il 2003 ha lavorato come revisore dei conti in Svizzera, presso il tribunale distrettuale di Zurigo. Come avvocata ha lavorato presso uno studio legale di Zurigo e dal 2005 al 2006 è stata la direttrice legale di una società di risorse umane con sede a Londra. Dal novembre 2006 al 2007 ha lavorato come consulente per Bjørn Johansson Associates. Ha lavorato anche come docente associata presso l'Università del Liechtenstein.

## Attività politica

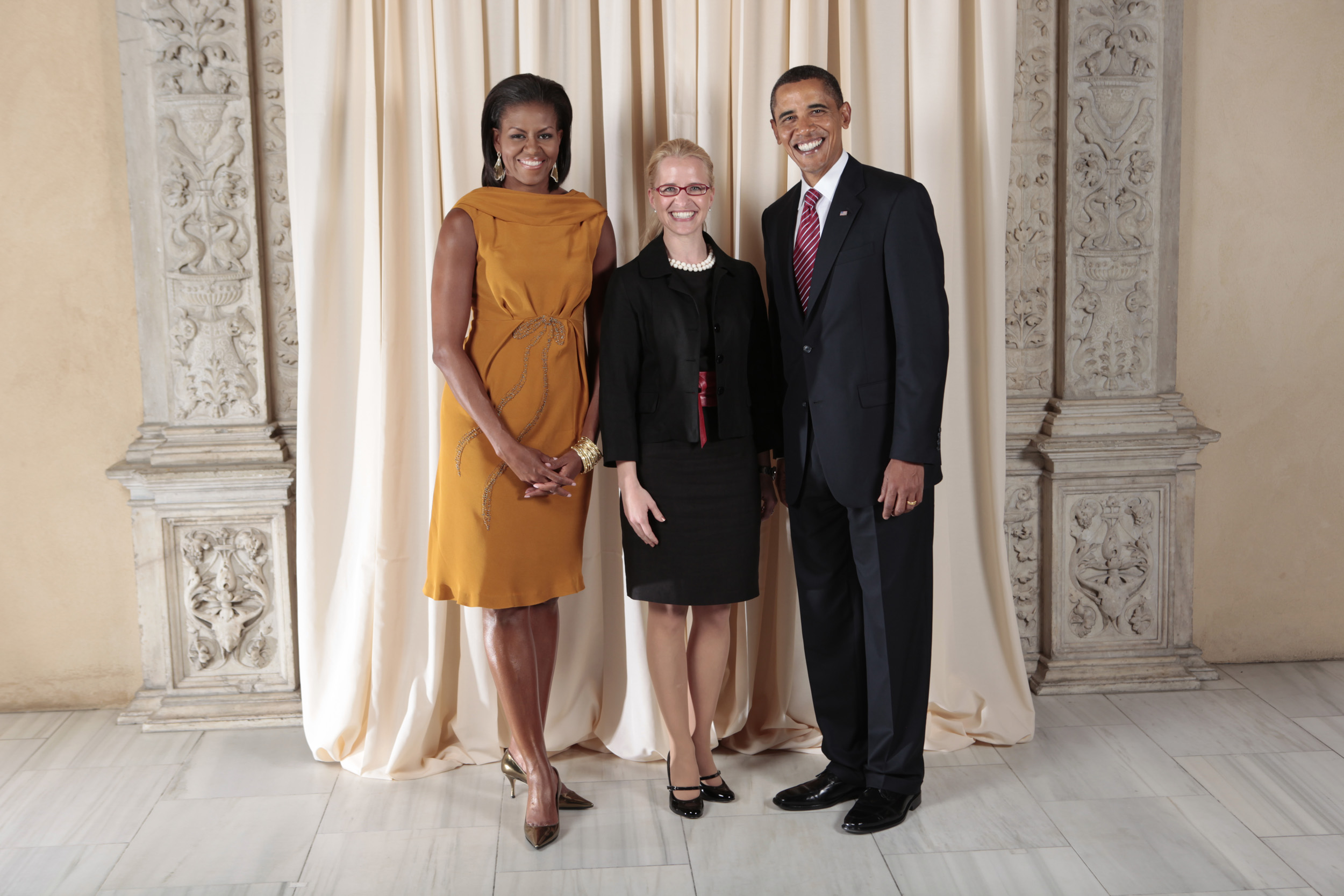
Aurelia Frick a New York il 23 settembre 2009, con Barack e Michelle Obama

Aurelia Frick, membro del Partito Progressista dei Cittadini (FBP), venne nominata nel 2009, all'età di 34 anni, ministra degli affari esteri, della giustizia e della cultura, nel governo di Klaus Tschütscher, succedendo a Rita Kieber-Beck. Divenne così una delle due donne, su un totale di cinque ministri, a ricoprire la carica di membro del governo. Nella sua nomina aveva come scopo l'effettuazione di alcune riforme nel diritto civile e penale del paese.
Nel 2013 è stata nominata ministra degli affari esteri, dell'istruzione e della cultura nel governo di Adrian Hasler. Il mandato si concluse il 30 marzo 2017 e in quello stesso giorno venne nominata per la seconda volta ministra degli affari esteri, dalla giustizia e dalla cultura, sempre nel governo di Hasler. È stata succeduta da Katrin Eggenberger, l'11 novembre 2019.

## Vita privata
Aurelia Frick ha una sorella e il 6 luglio 2011 ha sposato Oliver Muggli (nato il 2 settembre 1974), con il quale ha avuto un figlio e una figlia. Risiede con la famiglia a Triesen.